# Juan Pablo López
Juan Pablo López  (Santa Fe, 26 de junio de 1792 - Santa Fe, 27 de julio de 1886) fue un militar y político argentino, hermano del caudillo y general Estanislao López y gobernador de Santa Fe en tres oportunidades, entre 1838 y 1858.

## Inicios
Era hijo ilegítimo del capitán de blandengues Juan Manuel Roldán y hermano menor del brigadier general Estanislao López; y desde su juventud hizo la carrera militar sentando plaza en la compañía de blandengues en febrero de 1805, a la sombra de su padre y de su hermano, sirviendo y defendiendo la frontera norte de la provincia de Santa Fe contra los indígenas del Chaco.
Tras la Revolución de Mayo participó en la campaña del general Manuel Belgrano al Paraguay, en la que también participó su hermano, que fue tomado prisionero. Se halló al lado de Belgrano en las batallas de Paraguarí y de Tacuarí.
Pasó al Ejército del Norte y combatió en la batalla de Salta, a las órdenes del general Belgrano y en la de La Florida a las órdenes del entonces coronel Arenales, en la que el ayudante López fue herido; obtuvo el ascenso a capitán graduado el 10 de noviembre de 1814, siendo ayudante mayor del escuadrón de Dragones Independientes. El 25 de noviembre de 1815 obtuvo despachos de teniente primero de segunda compañía del primer batallón del Regimiento N.º 12 de Infantería. Sin embargo, a fines de ese año solicitó su retiro del Ejército del Norte y regresó a su provincia natal.
Apoyó la revolución federal santafesina de febrero de 1816, liderada por el comandante Mariano Vera y el teniente Estanislao López, su hermano, contra la ocupación del Ejército de Observación porteño al mando del general Juan José Viamonte. El 15 de noviembre de 1816 volvió a tomar las armas, ingresando como cadete de la primera compañía de Dragones de la Independencia (nueva denominación de la antigua compañía de Blandengues de Santa Fe), plaza reservada a los hijos de oficiales. De este modo, Juan Pablo López combatió durante toda la guerra civil que castigó a Santa Fe hasta 1821. El 1 de septiembre de 1819, ya en el gobierno de su hermano Estanislao, fue ascendido a alférez porta estandarte de su unidad militar, ya mencionada. El 1 de febrero de 1820 se destacó en la Batalla de Cepeda, combatiendo a las órdenes de su hermano y siendo ascendido a teniente en el propio campo de batalla. Al año siguiente, tras la derrota de Francisco Ramírez, su hermano lo ascendió a ayudante mayor del Primer Escuadrón de Dragones de la Independencia y pasó a Entre Ríos a luchar a favor del gobernador Mansilla, venciendo a López Jordán, en una curiosa batalla entre hermanos menores de caudillos.
Pasó los años siguientes en los cuarteles y fortines, luchando contra los indios del Chaco, destacándose como soldado valiente y gaucho hábil. En 1823 fue promovido a capitán del primer escuadrón de Dragones de la Independencia. En 1825 fue ascendido al grado de teniente coronel de milicias santafesina y a sargento mayor de caballería de línea.
En 1829, su hermano partió a rechazar la invasión a su provincia del general unitario Juan Lavalle, delegando el mando político en Pedro Tomás de Larrechea y el militar en el comandante Juan Pablo López. Al año siguiente, como comandante militar del fortín-reducción indígena de San Jerónimo del Sauce, rechazó una incursión de los indígenas del Chaco, y fue promovido al grado de teniente coronel de caballería de línea. A fines de ese mismo año ocupó la comandancia militar de Rosario.
Participó en la guerra civil de 1831 contra el general José María Paz, gobernador de Córdoba, como comandante militar de Rosario.
En noviembre de 1832 acompañó a su hermano Estanislao en su campaña contra los indígenas mocovíes encabezados por el cacique Inocencio, los cuales fueron derrotados. El teniente coronel Juan Pablo López era, en esta época, comandante general de armas interino de la provincia de Santa Fe.

## Primer gobierno
En junio de 1838 falleció su hermano, el gobernador. El ministro Domingo Cullen fue nombrado gobernador en su lugar, pero el entonces coronel Juan Pablo López se negó a reconocerlo como tal y se retiró a la provincia de Buenos Aires.
Cullen había estado negociando con el capitán Louis Leblanc, que había establecido el bloqueo francés al Río de la Plata, por lo que los gobernadores de Buenos Aires y Entre Ríos, Juan Manuel de Rosas y Pascual Echagüe, promovieron la oposición de López contra Cullen. El coronel López regresó a su provincia, se estableció en Rosario con tropas y armas provistas por Rosas, y desde allí lanzó una proclama revolucionaria contra Cullen el 18 de septiembre de 1838. Este renunció al cargo de gobernador el 29 de ese mes y huyó a Santiago del Estero. Lo reemplazó el presidente de la Legislatura, José Elías Galisteo, pero López no lo reconoció y marchó hacia la capital santafesina. Al frente de las milicias de Rosario y con apoyo de fuerzas porteñas y cordobesas, venció una efímera resistencia en la batalla de El Tala, el 2 de octubre. Poco después, el 14 del mismo mes, se hizo elegir gobernador y fue ascendido al grado de coronel mayor del ejército santafesino, equivalente al de general.
Lo primero que debió hacer desde el gobierno fue salir a luchar con 400 hombres contra unos 1000 guerreros ranqueles que habían invadido el sur de la provincia. Allí, unido al coronel Hilario Lagos, comandante de la frontera norte de la provincia de Buenos Aires –el cual había marchado con 400 veteranos y 100 milicianos contra los mismos indígenas desde Rojas– el 22 de diciembre de 1838 atacó y derrotó a los ranqueles en las cercanías del antiguo Fuerte de Loreto. Al año siguiente pasó a Entre Ríos, a luchar contra la invasión del general Lavalle; pero éste, tras la victoria de Yeruá, siguió camino hacia Corrientes, la cual nuevamente se había pasado al bando antirrosista tras una revolución que había colocado en el gobierno al caudillo y antiguo gobernador, brigadier general Pedro Ferré. López, secundado exitosamente por el sargento mayor Jacinto Andrade, derrotó en el arroyo Bacacuá y en el paso de Las Piedras a la retaguardia de Lavalle, al mando del general entrerriano Ricardo López Jordán y el coronel paraguayo Patricio Maciel. Por orden de López, Ricardo López Jordán fue tomado prisionero y enviado a Buenos Aires; Maciel fue torturado y luego fusilado. Luego de estas pequeñas victorias, López cruzó el río Uruguay y tomó el pueblo de Belén, donde saqueó la localidad y quemó unas embarcaciones francesas. Regresó a Santa Fe tras dejar a las milicias entrerrianas que había levantado al mando del expresidente uruguayo Manuel Oribe, quien había llegado de Buenos Aires con un plantel de jefes y oficiales uruguayos blancos para apoyar a López.
En mayo de 1840, Santa Fe fue invadida desde Corrientes por el antiguo caudillo santafesino Mariano Vera, al mismo tiempo que Lavalle, con 3500 hombres, invadía Entre Ríos y desde allí Buenos Aires. Vera y su compañero el coronel Francisco Reinafé, último miembro del otrora poderoso clan cordobés, que no contaban con apoyo alguno, fueron derrotados y muertos por López y el mayor Andrade en una batalla en Cayastá.
Cuando Lavalle, tras su derrota en Sauce Grande y su expulsión de Entre Ríos, avanzaba por vía fluvial sobre Buenos Aires, López, en apoyo de las fuerzas rosistas, avanzó con 1000 santafesinos hacia el sur, llegando hasta San Pedro, localidad que estaba en manos de los unitarios recién desembarcados. Pese a atacar el pueblo por dos veces, no pudo tomarlo. Lavalle, tras derrotar a las fuerzas rosistas de López, del coronel Vicente González  y del teniente coronel Pedro Lorea, y esquivar al general Ángel Pacheco, avanzó hacia Buenos Aires con un ejército de 4000 hombres alcanzando Merlo. Pero el jefe unitario fracasó en el intento de ocupar Buenos Aires y se vio cercado por fuerzas superiores. Con la intención de derrotar a López inició una marcha acelerada desde cerca de Buenos Aires hacia el norte para perseguirlo. Pero el gobernador retrocedió hasta Rosario, alejando a Lavalle de su objetivo.
En Rosario se le unió el derrocado expresidente del Uruguay, general Oribe –que mandaba una división porteña con varios oficiales uruguayos llegados de Entre Ríos– el cual, tras esquivar a Lavalle, se puso a su retaguardia. Allí se les unió el general Ángel Pacheco con más fuerzas de Rosas. Mientras Lavalle tomaba y saqueaba la ciudad de Santa Fe y López se refugiaba en el fuerte San Pedro, las guerrillas federales santafesinas, al mando del teniente coronel Jacinto Andrade, iban venciendo a la retaguardia de Lavalle en Coronda y Santo Tomé.

## Cambio de bando
Durante la invasión de Lavalle a Buenos Aires, se decía en ambos bandos que López pensaba unírsele contra Rosas; cierta o no la afirmación, Rosas desconfiaba de él. Según el Pacto Federal, el gobernador de la provincia en que se combatía era el comandante nato de las fuerzas federales durante las campañas militares. Sin embargo, nominalmente López había sido derrocado, de modo que Rosas aprovechó para poner todos los ejércitos federales bajo el mando del general Oribe. Esto ofendió a López, que entregó sus tropas a Jacinto Andrade y se marchó a Entre Ríos, a conferenciar con el gobernador Echagüe. Las fuerzas santafesinas capaces de marchar hacia el interior, al mando de Andrade, fueron incorporadas al ejército de Oribe.
Oribe obligó a Lavalle a abandonar Santa Fe y lo persiguió hacia Córdoba; a poco de ingresar en esa provincia, lo derrotó en la batalla de Quebracho Herrado, mientras López recuperaba la ciudad de Santa Fe. Buena parte de su ejército provincial siguió la campaña con Oribe. El 24 de julio de 1841, López fue ascendido a brigadier general del ejército de su provincia.
A fines de 1841, al recibir la noticia de la victoria de Paz sobre Echagüe en la batalla de Caaguazú, decidió que era el momento de cambiar de bando. Firmó un tratado de alianza con Pedro Ferré, gobernador de Corrientes y enemigo de Rosas.
Había elegido mal el momento: Oribe acababa de vencer a Lavalle y Pacheco a Lamadrid, y ambos estaban ya de vuelta en Córdoba. Desde allí los federales avanzaron sobre Santa Fe, y desde Buenos Aires lo hizo también el coronel Santa Coloma al frente de una división porteña. Derrotaron en tres batallas a las fuerzas de López, que se vio obligado a huir a través del Chaco hasta Corrientes.
En su lugar fue elegido gobernador Pascual Echagüe, que había dejado el gobierno entrerriano a raíz de la derrota de Caaguazú.

## En el exilio
Al frente de una pequeña división santafesina, López luchó en la derrota de batalla de Arroyo Grande. Debió huir a Montevideo y participó en la defensa de la ciudad contra las fuerzas de Oribe a órdenes de Paz.
A mediados de 1844 estaba en Corrientes, donde formó una división de exiliados santafesinos. En junio de 1845 invadió Santa Fe en una campaña a través del Chaco, tomando por sorpresa a Echagüe, que se vio obligado a huir a Buenos Aires. Pero López se dedicó a tomar venganza de sus enemigos, sin poner a su provincia en condiciones de resistir el previsible contraataque, que se produjo un mes más tarde: Echagüe y Santa Coloma regresaron de Buenos Aires, derrotando a las avanzadas de López. El gobernador comenzó una retirada hacia el norte, ordenando a las fuerzas del general Juan Apóstol Martínez que cubriera su retirada; este fue capturado y muerto, y López derrotado en Malabrigo. Fue desterrado al Brasil.
Regresó a Corrientes en 1846 y se incorporó al ejército del gobernador Madariaga, pero este fue derrotado en Vences por Urquiza, obligándolo nuevamente a huir al Brasil.
Regresó a Entre Ríos poco después para la campaña de Urquiza contra Rosas; el caudillo entrerriano le dio el mando de la 5.ª División de caballería entrerriana del Ejército Grande, una gran fuerza aliada compuestas de unidades militares entrerrianas, correntinas, porteñas, brasileñas y uruguayas además de emigrados unitarios que, al mando de Urquiza, se concentró en Diamante. Tras cruzar el río Paraná el Ejército Grande, la provincia de Santa Fe se pronunció contra Rosas y depuso al gobernador Echagüe. El nuevo gobierno santafesino, encabezado por Domingo Crespo, prestó un importante apoyo al recién llegado Ejército Grande, y armó una división de caballería de 2000 hombres que puso al mando del general Juan Pablo López y de su segundo, el coronel Santiago Oroño. Esta División Santafesina se unió inmediatamente al Ejército Grande en su avance hacia Buenos Aires. La división de Juan Pablo López en su avance venció a las fuerzas rosistas del mayor Prudencio Arnold en Loma Negra y, junto a la división entrerriana del coronel Miguel Gerónimo Galarza, venció al coronel Lagos en Campos de Álvarez. Tres días después, López fue jefe de una división entrerriana-santafesina de caballería del Ejército Grande en la batalla de Caseros, el 3 de febrero de 1852.

## Después de Caseros
Apenas regresó a Santa Fe organizó una revolución para apoderarse del gobierno santafesino, pero sus propias tropas lo abandonaron y fue llevado preso a Paraná. Cuando logró escaparse regresó a Santa Fe, donde en 1856 dirigió una nueva revolución, derrocando al gobernador José María Cullen, lo que provocó una intervención federal y nuevas elecciones. Con ayuda del presidente Urquiza, Juan Pablo López fue elegido gobernador. Además fue nombrado Brigadier General de los ejércitos de la Confederación Argentina.
Su último gobierno fue relativamente pacífico y progresista, pero en realidad quien gobernaba era su ministro Seguí –uno de los autores de la Constitución Nacional. El 13 de julio de 1858, Juan Pablo López fue reconocido como brigadier general de la Confederación Argentina. Fue sucedido en el mando por el coronel Rosendo María Fraga –de origen porteño y casado con la hija mayor de su difunto hermano Estanislao– en noviembre de 1858. El general López comenzó a conspirar en Rosario contra su antiguo colaborador y sucesor. El 31 de mayo de 1860, el nuevo mandatario mandó arrestar al perturbador general, quien luego sería conducido a Paraná, donde quedó detenido en una casa particular. Sus partidarios lanzaron un manifiesto en el que acusaban al gobernador de haber fraguado el complot para encarcelarlo.
Participó como jefe de la vanguardia del ejército confederado, compuesta por la División de Caballería de Santa Fe, en la batalla de Cepeda en 1859, y en la de Pavón en 1861, siempre a órdenes de Urquiza. Después de la derrota se refugió en Entre Ríos. Reapareció solamente en 1865, como jefe de una parte del ejército de Entre Ríos enviado a la Guerra del Paraguay, pero éste se sublevó. En 1870, el anciano general Juan Pablo López y los hermanos Iturraspe fueron detenidos preventivamente, acusados de apoyar la Rebelión jordanista, que a la sazón asolaba la vecina provincia de Entre Ríos y era combatida por el Ejército Argentino. Poco después, López fue liberado y desapareció de toda actuación pública durante casi una década y media.
Reapareció brevemente en 1884, durante el gobierno del teniente general Julio Argentino Roca, cuando fue ascendido por el Congreso Nacional al rango de teniente general de la Nación y acusó recibo de tan alta distinción mediante una carta de agradecimiento al gobierno argentino. Murió dos años después de neumonía.